# Вајас (Порторико)
Вајас (шп. Vayas) град је у америчкој острвској територији Порторико, острвској држави Кариба.

## Демографија
По попису из 2010. године број становника је 528.
| Група             | 2000.    | 2010.       |
| Белци             | 0 (0,0%) | 6 (1,1%)    |
| Афроамериканци    | 0 (0,0%) | 51 (9,7%)   |
| Азијати           | 0 (0,0%) | 0 (0,0%)    |
| Хиспаноамериканци | 0 (0,0%) | 518 (98,1%) |
| Укупно            | 0        | 528         |